# Organisation de la culture et de la communication islamiques
 (juillet 2025).
Le contenu est difficilement compréhensible vu les erreurs de traduction, qui sont peut-être dues à l'utilisation d'un logiciel de traduction automatique.

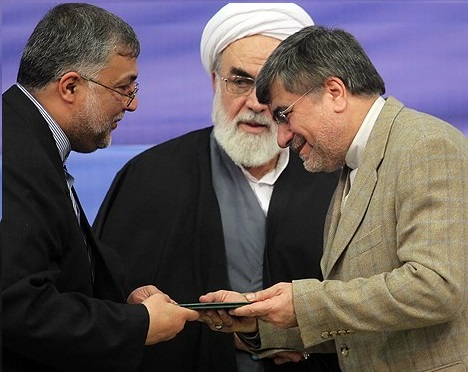
Présentation d'Abuzar Ebrahimi Torkaman (responsable de l'organisation)

L'Organisation de la culture et de la communication islamiques (persan : سازمان فرهنگ و ارتباطات اسلامی) est l'une des organisations iraniennes affiliées au ministère de la Culture et de l'Orientation islamique ; et a été créé en 1995 pour la centralisation et la coordination des missions culturelles à l'étranger. La principale responsabilité de l'Organisation islamique pour la culture et la communication est dans le domaine des activités culturelles (à l'étranger du pays).
Abuzar Ebrahimi Torkaman est le chef de l'organisation.

## Membres
L'Organisation islamique pour la culture et la communication, a deux piliers, composés du chef de l'organisation et du Conseil suprême. Le Conseil suprême est composé de 11 membres nommés par décret du chef suprême de l'Iran, Seyyed Ali Khamenei ; comprenant :
- Trois personnalités scientifiques / culturelles choisies par le chef suprême ; adjoint aux relations internationales au bureau du guide suprême de l'Iran ; et le chef de l'organisation.
- Ministre de la Culture et de l'Orientation islamique (président du conseil) et ministre des Affaires étrangères .
- Chef de la radiodiffusion de la république islamique d'Iran.
- Chef de l'Organisation islamique de développement .
- Secrétaire général du Forum mondial pour la proximité des écoles de pensée islamiques [5]